# GPS zabezpečení vozidel
GPS zabezpečení vozidel nechrání auto před krádeží ale umožňuje dohledání vozidla po krádeži. Zpravidla funguje na principu GPS přijímače, který lokalizuje vozidlo, ve spojení s GSM vysílačem, který tato data odesílá přes mobilní datovou síť na nějakou centrálu. Tyto systémy se zároveň dají použít pro sledování vozidel a elektronickou knihu jízd.

## Možnost zneškodnění GPS zabezpečení
Stejně jako většina věcí i toto zabezpečení je možné obejít. Dobře vybavení zloději jsou někdy schopni zarušit GPS i GSM signál a auto tak není možné dohledat. Proto výrobci těchto zařízení stále hledají nové způsoby jak tomu zabránit.

## Dohledání vozidla pomocí rádia
Někteří výrobci GPS zabezpečení svůj systém doplnili i o možnost rádiového dohledání vozidla. Tyto systémy jsou složitější a samozřejmě i dražší ale jejich částečná výhoda je že rádio nelze jednoduše zarušit, vysílaný signál lze však odstínit pomocí faradayovy klece (například upravený nákladní vůz). V případě zarušení GPS a GSM může být v některých případech vozidlo lokalizováno pomocí rádiového signálu, nicméně ani tato ochrana není 100%.